# Judith Chemla
Judith Chemla (Gentilly, Francia, 5 de julio de 1984) es una actriz francesa de cine y teatro.

## Biografía
Judith Chemla nació y creció en la comuna francesa de Gentilly. Su padre es un violinista de ascendencia judía-tunecina y su madre es una abogada originaria de Borgoña. Ambos se divorciaron cuando Chemla era joven. A la edad de 7 años, Chemla comenzó a aprender a tocar el violín. A la edad de 14 años, dejó de tocar el violín y comenzó a mostrar más interés por la actuación. Mientras estudiaba la escuela secundaria comenzó a tomar clases de teatro con Emmanuel Demarcy-Motta. Después, asistió a clases de actuación con Bruno Wacrenier en el conservatorio del 5º Distrito de París, y también asistió a clases con Cécile Grandin en el conservatorio de Bourg-la-Reine–Sceaux. Posteriormente, Chemla asistió al Conservatorio Nacional Superior de Arte Dramático donde conoció a Muriel Mayette, quien la invitó a unirse al Comédie-Française. Una vez que aceptó la invitación de Muriel Mayette, Chemla fue miembro activo de la Comédie-Française entre diciembre de 2007 y julio de 2009.
En 2013, Chemla ganó el Premio Lumière a la actriz más prometedora y fue nominada al César a la mejor actriz por su papel secundario de Josepha en la película Camille regresa. En 2017, fue nominada al César a la mejor actriz por su papel protagónico de Jeanne du Perthuis des Vauds en la película Une vie.

### Vida personal
Chemla tiene un hijo, producto de una relación que mantuvo con el actor James Thierrée.

## Filmografía

### Cine
- Faut que ça danse! (2007), de Noémie Lvovsky
- Hellphone (2007), de James Huth
- Le Petit Chaperon rouge (2008), de Shinji Aoyama (cortometraje)
- Musée haut, musée bas (2008), de Jean-Michel Ribes
- Versailles (2008), de Pierre Schöller
- De vrais mensonges (2010), de Pierre Salvadori
- La Princesse de Montpensier (2010), de Bertrand Tavernier
- Je suis un no man's land (2011), de Thierry Jousse
- Camille Redouble (2012), de Noémie Lvovsky
- L'Homme que l'on aimait trop (2014), de André Téchiné
- Ce sentiment de l'été (2015), de Mikhael Hers
- Rendez-vous à Atlit (2015), de Shirel Amitay
- Une vie (2016), de Stéphane Brizé
- Le Sens de la fête (2017),  de Éric Toledano y Olivier Nakache
- Drôle de père (2017), de Amélie van Elmbt
- Traviata - Vous méritez un avenir meilleur (2018), de Corentin Leconte
- Maya (2018), de Mia Hansen-Løve
- Lune de miel (2019), de Élise Otzenberger
- Vif-Argent (2019), de Stéphane Batut

### Televisión
- Engrenages  (2012) (serie de televisión, temporada 4)
- Miroir mon Amour (2012), de Siegrid Alnoy  (telefilme).
- 15 jours ailleurs (2013), de Didier Bivel (telefilme).
- Le Bœuf clandestin (2013), de Gérard Jourd'hui (telefilme).
- Tout est permis (2013), de Émilie Deleuze (telefilme).